# 欧特丰
欧特丰（法語：Hautefond，法語發音：[otfɔ̃]）是法国索恩-卢瓦尔省的一个市镇，属于沙罗勒区。

## 地理
欧特丰（46°26'18"N, 4°9'15"E）面积13.62 平方千米，位于法国勃艮第-弗朗什-孔泰大區索恩-卢瓦尔省，该省份为法国中部省份，北起顺时针与科多尔省、汝拉省、安省、罗讷省、卢瓦尔省、阿列省和涅夫勒省接壤。
与欧特丰接壤的市镇（或旧市镇、城区）包括：沃莱夫尔、尚普莱西、吕尼莱沙罗勒、诺希兹、帕赖勒莫尼亚勒。

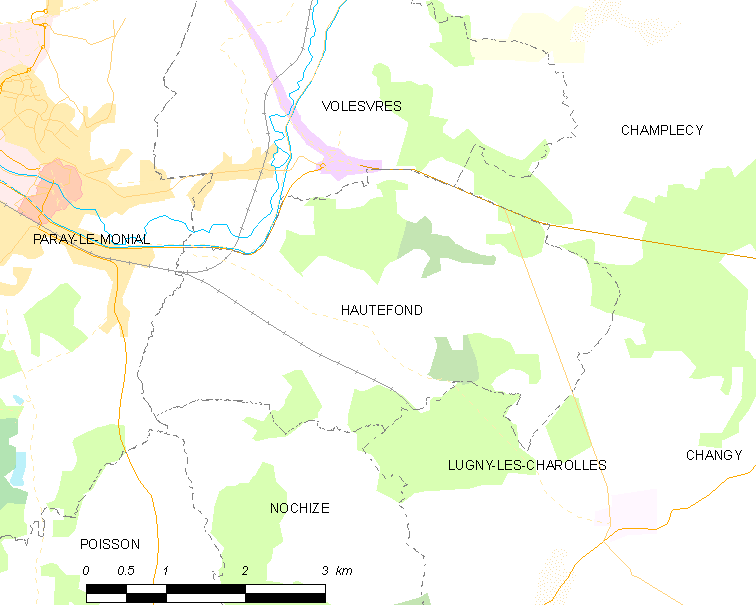
欧特丰的OSM定位图

欧特丰的时区为UTC+01:00、UTC+02:00（夏令时）。

## 行政
欧特丰的邮政编码为71600，INSEE市镇编码为71232。

## 政治
欧特丰所属的省级选区为帕赖勒莫尼亚勒县。

## 人口

1962-2008年间欧特丰人口变化图示

欧特丰于2022年1月1日时的人口数量为202人。